# Sommarläger
Ett sommarläger är ett långvarigt evenemang under sommaren, oftast riktat till barn och tonåringar. Några exempel är barnkoloni, scoutläger och konfirmationsläger. Ett sommarläger är ofta ett sätt att ge barn en meningsfull fritid medan föräldrarna arbetar.